# Bzip2
bzip2 es un programa libre desarrollado bajo licencia BSD que comprime y descomprime ficheros usando los algoritmos de compresión de Burrows-Wheeler y de codificación de Huffman. El porcentaje de compresión alcanzado depende del contenido del fichero a comprimir, pero por lo general es mucho mejor al de los compresores basados en el algoritmo LZ77/LZ78 (gzip, compress, WinZip, pkzip,...). Como contrapartida, bzip2 emplea más memoria y más tiempo en su ejecución.
La sintaxis es parecida a la del programa gzip de GNU

## Ejemplos
```
bzip2
 
archivo

```

Comprime archivo generando archivo.bz2 y borrando el original.
```
bzip2
 
-d
 
archivo.bz2
bunzip2
 
archivo.bz2

```

Cualquiera de las dos instrucciones anteriores descomprime el archivo.bz2, generando archivo. El original se pierde.
```
bzip2
 
-k
 
...

```

Mantiene el archivo original
```
bzip2
 
-c
 
archivo

```

Comprime el archivo a la salida estándar (stdout). Está pensado para usar en redirecciones o en tuberías.
```
bzip2
 
-dc
 
archivo.tar.bz2
 
|
 
tar
 
tf
 
-

```

Descomprime el archivo de nombre archivo.tar.bz2 y el resultado se le pasa a la entrada estándar (stdin) de la instrucción tar, que muestra un listado del contenido.